# Jean-Jacques Missé-Missé
Jean-Jacques Missé-Missé (Yaundé, Camerún, 7 de agosto de 1968) es un exfutbolista de Camerún que jugaba en la posición de delantero centro.

## Carrera

### Club
| Periodo   | Club               |
| --------- | ------------------ |
| 1985–1989 | Canon Yaoundé      |
| 1990–1991 | Diamant Yaoundé    |
| 1991–1993 | US Andenne-Seilles |
| 1993–1996 | Royal Charleroi SC |
| 1996–1997 | Sporting CP        |
| 1997      | Trabzonspor        |
| 1998      | Dundee United FC   |
| 1998      | Chesterfield FC    |
| 1998–1999 | RAA Louviéroise    |
| 1999–2000 | Ethnikos Asteras   |
| 2000–2002 | RAA Louviéroise    |
| 2002–2003 | KV Oostende        |
| 2003–2004 | KV Mechelen        |

### Selección nacional
Jugó para Camerún en 40 ocasiones de 1985 a 1997 y anotó 13 goles; participó en la Copa Africana de Naciones 1986.

## Logros
- Primera División de Camerún (2): 1985, 1986
- Copa de Camerún (1): 1986